# 다나구라번
다나구라 번(일본어: 棚倉藩 다나쿠라한[*])은 일본 에도 시대 무쓰국 시라카와 군(白河郡)・기쿠타 군(菊多郡)・이와사키 군(磐前郡)・이와키 군(磐城郡)을 지배했던 번이다. 번청은 지금의 후쿠시마현 히가시시라카와군 다나구라정에 있는 다나구라 성이다.

## 번의 역사
센고쿠 시대에 다나구라 일대는 이시카와 아키미쓰가 지배하고 있었으나, 1590년 도요토미 히데요시의 오다와라 정벌 이후 사타케씨에 속하게 되었다. 그러나 1600년, 세키가하라 전투에 즈음하여 사타케 요시노부가 서군과 동군 사이에서 중립적 태도를 보인 탓에 아키타 번으로 삭감 전봉되면서 다나구라는 막부의 직할령이 되었다.
1603년, 세키가하라 전투에서 서군에 가담하여 오쓰 성 공격에 큰 기여를 한 다치바나 무네시게가 다나구라 1만 석 영지를 받아 다나구라 번을 세웠다. 이듬해 고쿠다카는 2만 5500석, 3만 5천 석으로 증가되었다. 1620년, 무네시게는 옛 영지였던 야나가와 번으로 옮겨갔고, 대신 1622년에 니와 나가시게가 히타치 후쓰토 번으로부터 5만 석으로 다나구라에 들어왔다. 니와 나가시게는 1625년, 평지를 골라 다나구라 성의 축성을 개시하였으며 상인들을 초빙하고 조카마치를 건설하였다. 또 운송업 등에 힘을 기울여 번 재정 확보에 힘썼다. 다나구라 성은 2년 뒤에 완성되었지만 그 해 나가시게는 시라카와번으로 이봉되었다.
나가시게 다음에는 후다이 다이묘인 나이토 노부테루가 고쿠다카 5만 석으로 입봉하여, 토지 조사를 시행하고 지배 체제를 강화했다. 2대 번주 나이토 노부요시 또한 토지 조사를 시행하였고, 동생인 나이토 노부노리에게 5천 석 영지를 분할해주었다. 3대 나이토 가즈노부 때 번의 재정이 궁핍해졌고, 개혁 또한 실패하였다. 1705년, 가즈노부는 다나카번으로 이봉되었고, 오타 스케하루가 다나구라로 들어왔다. 스케하루도 1728년에 다테바야시번으로 옮겨갔고, 대신 마쓰다이라 다케치카가 번주가 되었다. 다케치카 또한 1746년에 다시 다테바야시 번으로 돌아갔으며, 오가사와라 나가유키가 그 뒤를 이어 다나구라에 들어왔다. 오가사와라 가문은 3대 만에 1817년 가라쓰번으로 이봉되었다.
1836년, 이노우에 마사모토가 하마마쓰번으로부터 다나구라로 옮겨왔다. 그 아들 이노우에 마사하루는 다테바야시 번으로 이봉되었고, 마쓰다이라 야스타카가 하마다번으로부터 고쿠다카 6만 석으로 입번하였다. 4대 마쓰다이라 야스히데 때 고쿠다카가 2만 석 증가되었다. 1866년에는 아베 마사키요가 시라카와 번으로부터 전봉해 왔는데, 보신 전쟁이 일어나자 마사키요는 오우에쓰 열번동맹에 가담하여 신정부군과 대치하였다. 결국 1868년 음력 6월 24일, 다나구라 성이 함락되면서 마사키요는 항복하였고, 4만 석을 삭감당하면서 강제 은거당하였다. 그 뒤를 아베 마사코토가 이었으나 1871년, 폐번치현으로 인해 다나구라 번은 폐지되었다.
에도 시대 동안 다나구라 번은 중하급 후다이 다이묘들이 징벌 목적으로 자주 전봉되어 갔던 곳으로, 장기에 걸친 번주 가문의 정착과 통치가 없어 번의 지배 체계가 확립되지 못하였다. 또 공식 고쿠다카보다 실제의 양이 더 적은 번 중 하나였다.

## 역대 번주
다치바나 가문
- 다치바나 무네시게(立花宗茂) 재위 1603년 ~ 1620년

니와 가문
- 니와 나가시게(丹羽長重) 재위 1622년 ~ 1627년

나이토 가문
1. 나이토 노부테루(内藤信照) 재위 1627년 ~ 1665년
2. 나이토 노부요시(内藤信良) 재위 1665년 ~ 1673년
3. 나이토 가즈노부(内藤弌信) 재위 1674년 ~ 1705년

오타 가문
- 오타 스케하루(太田資晴) 재위 1705년 ~ 1728년

오치 마쓰다이라 가문
- 마쓰다이라 다케치카(松平武元) 재위 1728년 ~ 1746년

오가사와라 가문
1. 오가사와라 나가유키(小笠原長恭) 재위 1746년 ~ 1776년
2. 오가사와라 나가타카(小笠原長堯) 재위 1776년 ~ 1812년
3. 오가사와라 나가마사(小笠原長昌) 재위 1812년 ~ 1817년

이노우에 가문
1. 이노우에 마사모토(井上正甫) 재위 1817년 ~ 1820년
2. 이노우에 마사하루(井上正春) 재위 1820년 ~ 1836년

마쓰이 마쓰다이라 가문
1. 마쓰다이라 야스타카(松平康爵) 재위 1836년 ~ 1854년
2. 마쓰다이라 야스카도(松平康圭) 재위 1854년 ~ 1862년
3. 마쓰다이라 야스히로(松平康泰) 재위 1862년 ~ 1864년
4. 마쓰다이라 야스히데(松平康英) 재위 1864년 ~ 1866년

아베 가문
1. 아베 마사키요(阿部正静) 재위 1866년 ~ 1868년
2. 아베 마사코토(阿部正功) 재위 1868년 ~ 1871년